# Emile van Marcke De Lummen
Emile van Marcke De Lummen (Sèvres, 20 de agosto de 1827 - Hyères, 24 de diciembre de 1890) fue un pintor y grabador francés de la Escuela de Barbizon del siglo XIX.

## Biografía
Fue en Sèvres que Van Marcke, que también era un pintor decorador de trabajos de porcelana, formó una asociación con Troyon, el gran pintor animalista. Troyon descubrió el talento de Van Marcke y lo asesoró en su carrera, de tal modo, que el joven pintor, terminó por seguirle los pasos. 
Van Marcke abandonó Sèvres y comenzó sus estudios animalistas en la granja imperial de Villeneuve de Etand y Grignon. Luego, y después de haber trabajo en la Bretraña, se estableció en Normandía, en Bouttencourt en el valle del río Bresle. Las características paisajísticas de esta tierra fueron de suma importancia para el desarrollo de su talento. En sus obras, las vacas y el paisaje, fueron trabajados con gran conocimiento, a través de composiciones de gran armonía. 

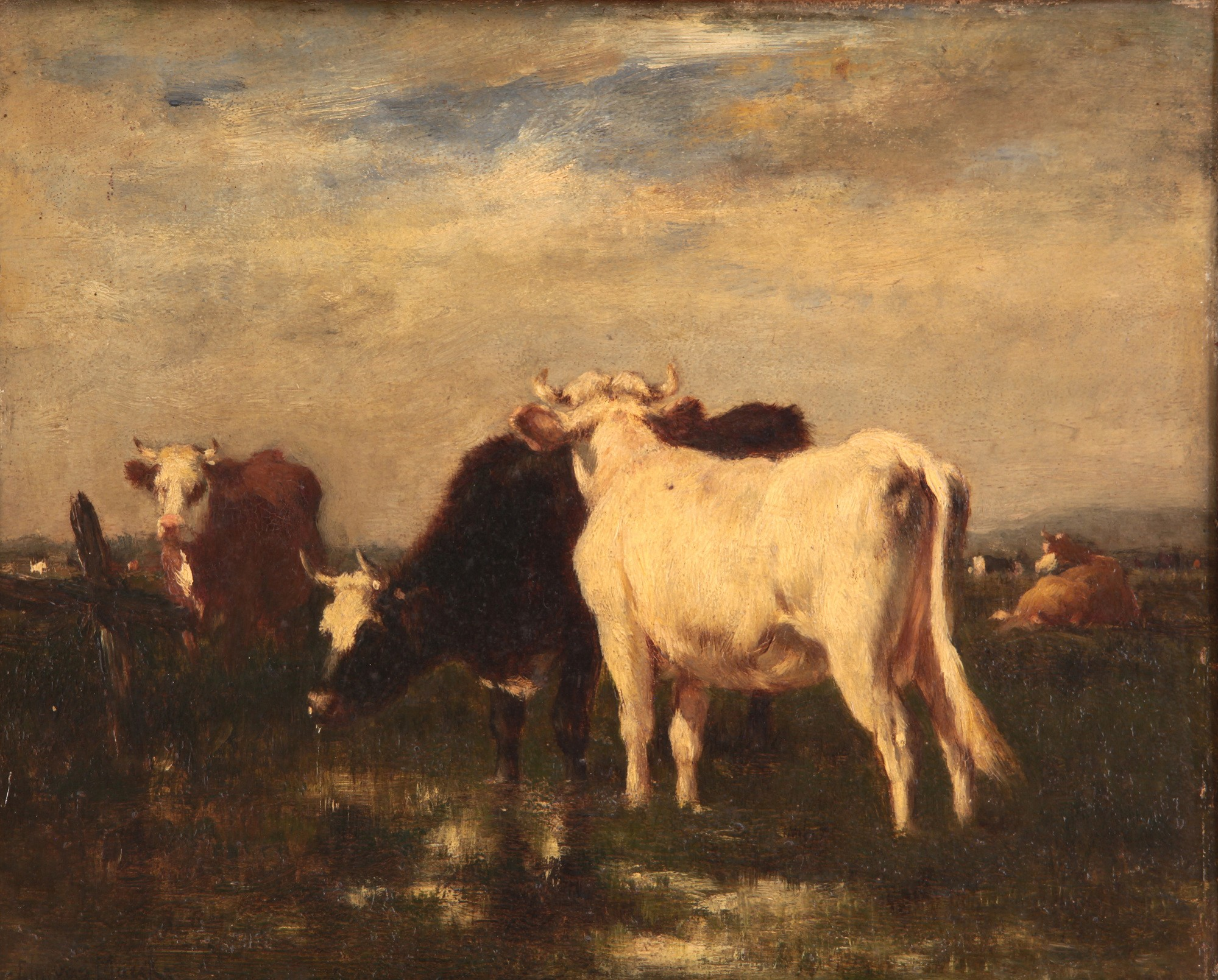
Vaches dans Paysage Museo Nacional de Bellas Artes (Argentina).

La primera exhibición de Van Marcke en el Salón de París fue en 1857 y rápidamente fue clasificado como el mejor pintor animalista. Ganó premios en 1857, 1869 y 1870. Fue destacado con la Legión de Honor en 1872.
Fue miembro fundador de la Sociedad de Artistas Franceses.
Sus obras tuvieron el mismo éxito en Inglaterra, donde las exhibió desde 1878. Asimismo, sus obras alcanzaron altos precios en Estados Unidos.
La mayor parte de sus obras fueron firmadas.